# Daarom moet ik wenen
Daarom moet ik wenen  (Al ela ani bochea) of Uittocht der Joden is een oorlogsmonument in Amsterdam-Oost.
Het gevelbeeld van Wessel Couzijn werd in 1950 geplaatst tijdens de bouw van het complex aan de zuidwestzijde van President Brandstraat bij huisnummer 76. Couzijn plaatste een bepakte man, vrouw en kind op een schuin aflopend voetstuk. De vrouw houdt het hand van het kind vast. In dat voetstuk in een tekst in het Hebreeuws gestoken met een citaat uit de klaagliederen van Jeremia “Daarom moet ik wenen” dan wel "Ik huil om jullie allemaal". Het beeld verwijst naar de deportatie van de Joden uit deze buurt, maar met name ook uit dit woonblok. Het woonblok waarin de Joden hadden gewoond was tijdens de Tweede Wereldoorlog ontdaan van al haar houtwerk (houtroof); alleen het stenen casco stond nog overeind. Er werd besloten het blok te slopen en een nieuw blok huizen neer te zetten. Kunstenaars konden destijds bij de gemeente Amsterdam aandringen om werken van hun te plaatsen; dit liep veelal via de stadsarchitect, in dit geval W. De Bruin van Woningbedrijf Amsterdam.

Collega Ben Guntenaar vond het een ontroerend beeldje dat eigenlijk een betere plaats zou verdienen, maar vond ook dat:
Het is goed dat het in deze straat is en niet ergens elders.
Daarom moet ik wenen bevindt zich na renovatie (en hernummering huisnummers) begin 21e eeuw boven de portiekdeur van 334-338.